# Kunani
Kūnānī (farsi کونانی) è una città dello shahrestān di Kuhdasht, circoscrizione di Kunani, nella provincia del Lorestan. Aveva, nel 2006, una popolazione di 3.746 abitanti.